# Martino Longhi, el Joven
Martino Longhi, el Joven (1602–1660) fue un arquitecto italiano del periodo barroco, activo en Roma en unos tiempos en que competían por los encargos de las ciudades nada menos que Bernini, Borromini, Carlo Rainaldi y  Pietro da Cortona.

## Biografía
Martino nació en Roma dentro de una familia de arquitectos. Su abuelo, Martino Longhi, el Viejo, ya era reconocido por haber completado diversas obras en la ciudad. Hay constancia de la presencia de Longhi en Roma todavía en 1659. Murió el 15 de diciembre de 1660 y fue enterrado en la cripta de su familia en la iglesia de San Martino, en Viggiù, Lombardía. No dejó descendencia.

## Obra

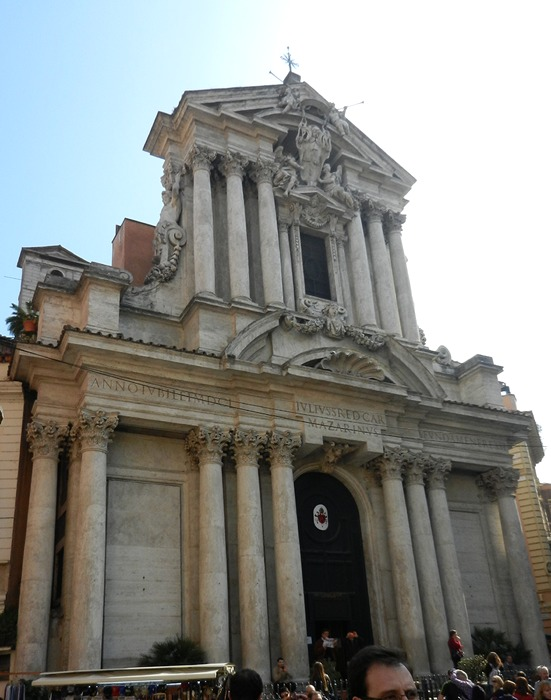
Santos Vincenzo y Anastasio en Trevi.

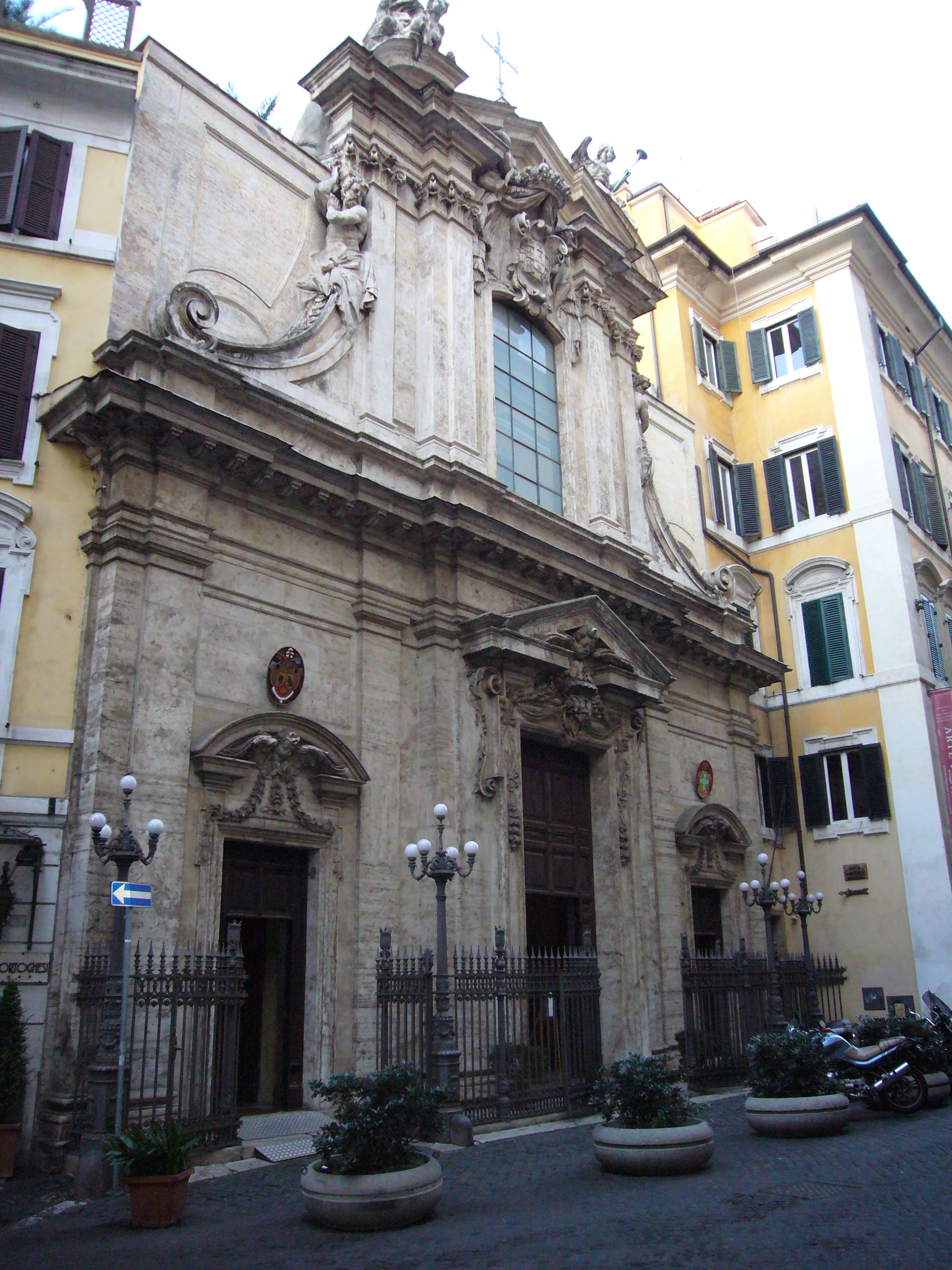
Fachada de la Iglesia de San Antonio de los Portugueses.

Su padre, Onorio Longhi era también un prominente arquitecto y Martino heredó su trabajo en San Carlo al Corso cuando Onorio murió en 1619, un proyecto diseñado por su abuelo y en el que trabajaron tres generaciones de la familia. El momento en que trabajó allí como arquitecto, sin embargo, es desconocido y solo es seguro a partir de 1634. En 1642 completó el interior de la iglesia. En 1625, Martino publicó un tratado sobre arquitectura y ya era miembro de la Accademia di San Luca. En la década siguiente, comenzó a trabajar en San Antonio de los Portugueses. En 1644, proyectó la fachada de San Giovanni Calibita. Su obra más conocida, sin embargo, fue la iglesia de Santi Vincenzo e Anastasio frente a la Fontana de Trevi, que ejecutó desde 1644 hasta 1650 por encargo del cardenal Jules Mazarin. Por primera vez en una iglesia barroca se utilizaban columnas exentas en la fachada para crear un interesante efecto de claroscuro. En 1653 reconstruyó la iglesia de Sant'Adriano al Foro, en la que utilizó nuevamente el efecto de columnas independientes en el interior. 

#### Otras iglesias
- San Bartolomeo all’Isola, fachada, 1623-1624
- Santa Maria della Consolazione
- Sant’Antonio dei Portoghesi, fachada, 1638
- Monasterio de San Silvestro in Caprarola
- Ampliación de la Capilla de San Domenico en la Basílica Santa Maria sopra Minerva en Roma

#### Otros edificios
- Palazzo Ginnetti en Velletri
- Palazzo Ruspoli, escalinata, desde 1629

## Más
- Wikimedia Commons alberga una categoría multimedia sobre Martino Longhi, el Joven.

- Datos: Q376713
- Multimedia: Martino Longhi il Giovane / Q376713